# Li Kotomi
Li Qinfeng, conosciuta con lo pseudonimo di Li Kotomi (?, りことみ) (cinese tradizionale: 李琴峰; Taiwan, 26 dicembre 1989), è una scrittrice giapponese d'origine cinese.

## Biografia
Nata Li Qin-fenga Taiwan nel 1989, nel 2013 si è trasferita in Giappone.
Di lingua nativa mandarina, ha iniziato a studiare il giapponese all'età di 15 anni, si è laureata all'Università Nazionale di Taiwan e successivamente ha frequentato l'Università di Waseda.
Ha esordito con il romanzo Hitorimai scritto in giapponese vincendo il Premio Gunzo per i nuovi scrittori e in seguito ha dato alle stampe altri 4 romanzi occupandosi spesso di tematiche connesse alla comunità LGBT.
Dopo essere stata candidata nel 2019 per il prestigioso Premio Akutagawa con il romanzo Itsutsu kazoereba mikazuki ga, nel 2021 è stata insignita del riconoscimento per L'isola dei gigli rossi, diventando la seconda scrittrice non nativa giapponese a ricevere il premio dopo Yang Yi nel 2008.
Ambientato in un presente alternativo nel quale il genere dominante è quello femminile, il libro narra le vicende di una ragazza che si rifugia su di un'isola fittizia situata tra Taiwan e il Giappone.

## Opere (parziale)
- Hitorimai (独り舞) (2018)
- Itsutsu kazoereba mikazuki ga (五つ数えれば三日月が) (2019)
- Hoshidzukiyo (hoshi tsuki yoru) (星月夜（ほしつきよる））(2020)
- Porarisu ga furisosogu yoru (ポラリスが降り注ぐ夜) (2020)
- L'isola dei gigli rossi (Higanbana ga Saku Shima, 2021), Milano, Mondadori, 2023 traduzione di Anna Specchio ISBN 978-88-04-76074-0.

## Premi e riconoscimenti
Premio Gunzo per i nuovi scrittori
- 2017 vincitrice con Hitorimai

Noma Literary New Face Prize
- 2019 finalista con Itsutsu kazoereba mikazuki ga

Premio Akutagawa
- 2019 finalista con Itsutsu kazoereba mikazuki ga
- 2021 vincitrice con L'isola dei gigli rossi

Premio Mishima Yukio
- 2021 finalista con L'isola dei gigli rossi[10]